# Sacodon macranthon
Sacodon macranthon là một loài thực vật có hoa trong họ Lan. Loài này được (Sw.) Raf. miêu tả khoa học đầu tiên năm 1836.